# Nick Lloyd
Pour les articles homonymes, voir Lloyd.
Pas d'image ? Cliquez ici

a Compétitions nationales et continentales officielles uniquement.

b Matchs officiels uniquement.
Nick Lloyd, né le 12 octobre 1976 à Londres, est un joueur anglais de rugby à XV. Il joue au poste de pilier.

## Carrière
Après être passé par Wakefield et Rotherham, Nick Lloyd rejoint les Saracens en 2004,. Il n'est pas conservé par le club londonien au terme de la saison 2008-2009.